# Jimmy Walker (basket-ball)
Pour les articles homonymes, voir Jimmy Walker et Walker.
Jimmy Walker (né le 8 avril 1944 et mort le 2 juillet 2007) est un joueur de basket-ball professionnel américain, qui a joué neuf saisons en NBA pour les Detroit Pistons, Houston Rockets et Kansas City Kings. Deux fois sélectionné pour le All-Star Game, il marqua 11 655 points au cours de sa carrière en NBA.
Il joua en NCAA pour les Providence Friars puis fut drafté au premier rang en 1967 par les Detroit Pistons. Malgré de bonnes statistiques et même deux sélections au All-Star Game en 1970 et 1972, la carrière professionnelle de Walker fut décevante au vu de son potentiel. L'une des raisons de ce relatif échec fut un problème à gérer son poids.

## Vie privée
Il est le père biologique de Jalen Rose, ancien joueur NBA et commentateur de basket-ball. Cependant Jimmy Walker a abandonné la mère de Jalen Rose avant la naissance de celui-ci. Jalen n'a jamais rencontré son père.